# Beriev R-1
Beriev R-1 (tên mã khác 'sản phẩm R') là loại tàu bay trang bị động cơ tuốc bin phản lực đầu tiên của Liên Xô.

## Tính năng kỹ chiến thuật (R-1)
Dữ liệu lấy từ Beriev's Jet Flying Boats
Đặc điểm tổng quát
- Tổ lái: 3
- Chiều dài: 19,9 m (65 ft 3 in)
- Sải cánh: 20 m (65 ft 7 in)
- Chiều cao: 7,1 m (23 ft 3 in)
- Diện tích cánh: 58 sq m (624 sq ft)
- Kết cấu dạng cánh: NACA 23009
- Trọng tải có ích: 1.000 kg (2.205 lb)
- Trọng lượng cất cánh tối đa: 20.300 kg (44.760 lb)
- Động cơ: 2 × Klimov VK-1 kiểu turbojet không chế độ đốt tăng lực, 2.700 kgf (5.950 lbf) mỗi chiếc

 Hiệu suất bay 
- Vận tốc cực đại: 800 km/h (497 mph)
- Tầm bay: 2.000 km (1.242 mi)
- Trần bay: 11.500 m (37.730 ft)

Trang bị vũ khí

- Súng: 2 pháo 23-mm Nudelman-Rikhter NR-23, 2 pháo 23-mm Shpitalniy Sh-3.
- Bom: Tối đa 1.000 kg (2.205 lb).